# انجمن حقوق زنان در توسعه
انجمن حقوق زنان در توسعه (AWID)، که قبلاً انجمن زنان در توسعه بود، یک سازمان بین‌المللی فمینیستی و عضویتی بوده که متعهد به دستیابی به برابری جنسیتی، توسعه پایدار و حقوق بشر زنان است که در سال ۱۹۸۲ تأسیس‌شد.

## فعالیت‌ها

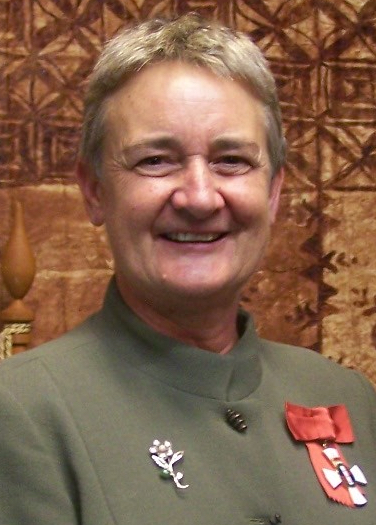
میرنا کانینگهام کین

این انجمن شبکه‌ای پویا از زنان و مردان در سراسر جهان بوده که اعضای آن را محققان، دانشگاهیان، دانشجویان، مربیان، فعالان، تجار، سیاست گذاران، دست‌اندرکاران توسعه، سرمایه گذاران و بیشتر از این تشکیل می‌دهند. مدیر اجرایی سابق آن لیدیا آلپیزار دوران، و میرنا کانینگهام کین رئیس هیئت مدیره بود.
از سال ۲۰۱۶، این سازمان توسط حکیما عباس و سیندی کلارک به عنوان مدیران اجرایی مشترک رهبری می‌شود که شارلوت بونچ، نویسنده فمینیست آمریکایی نیز به عنوان رئیس هیئت مدیره به آن‌ها پیوست. این سازمان که قبلا در واشینگتن دی سی مستقر بود، اکنون دفاتری در تورنتو، مکزیکو سیتی و کیپ تاون دارد و کارکنانی آن در سرتاسر جهان مشغول به کار هستند.
خط مشی‌ای با خلاصهٔ "جریان‌های مالی نامشروع: چرا باید این منابع برای عدالت جنسیتی، اقتصادی و اجتماعی مطالبه شود"، برای توضیح مقررات مالی سخت گیرانه تر که جایگزین امتیازات شرکت‌ها علیه مردم و کره زمین می‌شود، صادر شد. در آن، سیاست‌های اولیه برای حمایت از سازمان‌های فمینیستی و عدالت جنسیتی نیز برای تأثیرگذاری بر تصمیم‌گیری‌های مرتبط و مشارکت سیاست‌گذاران، به طوری که محدود به نهادهای بالقوه مکمل، مشارکت‌ها و موقعیت‌های موجود که از قبل بیان شده‌اند نباشد، توصیه‌شد.

## منطقه تمرکز
انجمن حقوق زنان در توسعه از طریق حمایت از مدافعان حقوق زنان، سازمان‌ها و جنبش‌ها، روی مسائل مربوط به عدالت جنسیتی و حقوق بشر زنان در سراسر جهان کار می‌کند بنیاد چنل از سال ۲۰۱۱ آن تا تأمین می‌کند که با برنامه کمک هزینه اولیه سفر برای «دوازدهمین مجمع بین‌المللی AWID در مورد حقوق زنان و توسعه: تغییر قدرت اقتصادی برای پیشبرد حقوق و عدالت زنان»، که در آوریل سال ۲۰۱۲ در استانبول ترکیه برگزار شد، شروع شد. این سازمان کار خود را حول پنج اولویت متمرکز کرده‌است: تأمین منابع حقوق زنان، عدالت اقتصادی، به چالش کشیدن بنیادگرایی دینی، مدافعان حقوق بشر زنان، کنشگری فمینیستی جوان. اعضای جهانی آن با بیش از ۵۰۰۰ عضو، شامل افراد و نهادهایی می‌شود که از ۱۶۴ کشور جمع شده‌اند.
انجمن حقوق زنان در توسعه از حقوق LGBTIQ حمایت کرده و با جنبش ضد جنسیتی مخالف است و فمینیست‌های ضد ترا جنسیتی را به مانند "اسب‌های تروآ در فضاهای حقوق بشر" توصیف کرده‌است که به دنبال تضعیف حقوق بشر هستند. به گفته این انجمن فعالیت ضد ترنس‌ها "هشدارکننده" بوده، "لفظ‌های "مبتنی بر جنس" از مفاهیم جنس و جنسیت سوء‌استفاده می‌کند تا یک دستور کار عمیقاً تبعیض آمیز را پیش ببرد" و "فمینیست‌های ضد ترا جنسیتی (...) پیشرفت‌های جنسی، جنسیتی و حفاظت از حقوق گروه‌های به حاشیه رانده شده تضعیف‌می‌کنند."